# Rejon łoździejski
Rejon łoździejski (lit. Lazdijų rajono savivaldybė) – rejon w południowej Litwie.

## Ludność
Według spisu z 2001 roku ok. 0,4% (106 osób) populacji rejonu stanowili Polacy. 

## Miejscowości
W rejonie łoździejskim są 2 miasta, 6 miasteczek i 350 wsi.
- miasta:
  - Łoździeje (Lazdijai)
  - Wiejsieje (Veisiejai)
- miasteczka:
  - Kopciowo (Kapčiamiestis)
  - Krasna (Krosna)
  - Urdomin (Rudamina)
  - Sereje (Seirijai)
  - Szostaków (Šeštokai)
  - Świętojeziory (Šventežeris)
- większe wsie:
  - Kajliny (Kailiniai)

## Gminy
Terytorium rejonu jest podzielone na 14 gmin (w nawiasie podano ośrodek administracyjny):
- Būdviečio seniūnija (Ostra Kirsna)
- Kapčiamiesčio seniūnija (Kopciowo)
- Krosnos seniūnija (Krasna)
- Kučiūnų seniūnija (Kuciany)
- Lazdijų seniūnija (Łoździeje)
- Lazdijų miesto seniūnija (Łoździeje)
- Noragėlių seniūnija (Noragiele)
- Seirijų seniūnija (Sereje)
- Šeštokų seniūnija (Szostaków)
- Šlavantų seniūnija (Awiżańce)
- Šventežerio seniūnija (Świętojeziory)
- Teizų seniūnija (Tejzy)
- Veisiejų seniūnija (Wiejsieje)
- Veisiejų miesto seniūnija (Wiejsieje)